# Maria Teresa de Bragança, Princesa da Beira
Maria Teresa de Bragança (nome completo: Maria Teresa Francisca de Assis Antónia Carlota Joana Josefa Xavier de Paula Micaela Rafaela Isabel Gonzaga de Bragança e Bourbon, Lisboa, 29 de abril de 1793 – Trieste, 17 de janeiro de 1874), foi uma infanta portuguesa, filha primogénita do rei João VI de Portugal e de sua esposa, a rainha Carlota Joaquina da Espanha. De 1793 a 1795, deteve o título de Princesa da Beira, como herdeira presuntiva do trono português. Era irmã mais velha do imperador Pedro I do Brasil e do rei Miguel I de Portugal.
Maria Teresa casou-se duas vezes, ambas com Infantes da Espanha. Tradicionalista, esteve envolvida nos movimentos políticos miguelismo e carlismo, consequentemente.

## Primeiros anos
Nascida no dia 29 de abril de 1793 no Palácio da Ajuda em Lisboa. Era a primogénita do então Príncipe do Brasil, D. João, que três anos depois se tornou o rei D. João VI de Portugal, e da infanta Carlota Joaquina da Espanha. Os seus avós paternos eram os reis D. Pedro III de Portugal e D. Maria I de Portugal. Já seus avós maternos era o rei D. Carlos IV da Espanha e Maria Luísa de Parma.
Sendo a filha mais velha dos monarcas, Maria Teresa detinha o título de Princesa da Beira, perdendo-o com o nascimento de seu irmão D. Francisco António em 1795.
Em 1807, com a invasão napoleónica em Portugal, D. Maria Teresa mudou-se com a Família Real para o Brasil aos 14 anos.

## Casamentos
No dia 13 de Maio de 1810, no Rio de Janeiro, D. Maria Teresa desposou o infante Pedro Carlos da Espanha e Portugal, neto de Carlos III de Espanha. E desse casamento nasceu um filho, D. Sebastião da Espanha e Portugal, em 4 de Novembro de 1811 Porém ficou viúva em maio de 1812.
Voltou a casar com o seu tio Carlos de Bourbon, viúvo de sua irmã D. Maria Francisca, no dia 20 de Outubro de 1838, em Azpeitia. Após a morte do irmão, Carlos de Bourbon, embora nunca tenha verdadeiramente reinado, foi intitulado Carlos V pelos partidários do chamado ramo carlista, tendo mantido uma longa luta contra os apoiantes de sua sobrinha. Adoptou no final da sua vida, após renunciar a favor do filho, o título de Conde de Molina. 
Deste casamento não houve descendência; porém, D. Maria Teresa cuidou de seus três enteados, que também eram seus primos-irmãos.
Antes em 15 de Janeiro de 1837, a Espanha tinha-a excluído da linha de sucessão ao trono espanhol, bem como ao seu único filho D. Sebastião. Porém, este restaurou seus direitos no ano de 1859. Em Portugal, D. Miguel e seus descendentes também foram excluídos da linha de sucessão do trono português.

## Sucessão Espanhola

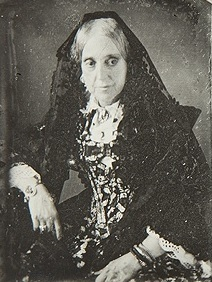
Maria Teresa

Em 15 de janeiro de 1837, as Cortes de Espanha decretaram a sua exclusão da sucessão espanhola, direitos que lhe pertenciam em descendência de sua mãe Carlota Joaquina, por se rebelar junto com Carlos. Os direitos de seu filho Sebastião foram igualmente excluídos, mas mais tarde, em 1859, seus direitos foram restaurados na Espanha. Também os filhos de Dom Carlos e o irmão de Teresa Miguel I de Portugal foram excluídos na mesma lei.
No ano seguinte casou novamente, em 1838, com seu cunhado, tio e aliado de longa data, o infante Infante Carlos de Bourbon (1788-1855), a quem considerava o legítimo rei da Espanha, viúvo de sua irmã Maria Francisca. O segundo casamento permaneceu sem filhos, mas ela cuidou de seus enteados, que também eram seus sobrinhos e primos.
Rapidamente deixaram a Espanha por causa do fracasso na guerra civil, e nunca mais voltaram. Maria Teresa morreu em Trieste em 17 de janeiro de 1874, tendo sobrevivido ao lado de seu segundo marido por dezanove anos.

## Representações na cultura
- Beth Goulart interpretou D. Maria Teresa no filme Carlota Joaquina, Princesa do Brazil (1995).
- Ana Furtado interpretou D. Maria Teresa na minissérie O Quinto dos Infernos (2002).
- Carolina Pismel interpretou D. Maria Teresa na telenovela Novo Mundo (2017).[7]

## Títulos, estilos e honras

### Títulos e estilos
- 29 de abril de 1793 — 21 de março de 1795: "Sua Alteza Real, a Princesa da Beira"
- 21 de março de 1795 — 13 de maio de 1810: "Sua Alteza Real, a Infanta Maria Teresa de Portugal"
- 13 de maio de 1810 — 20 de outubro de 1838: "Sua Alteza Real, a Infanta Maria Teresa da Espanha e Portugal"
- 20 de outubro de 1838 — 30 de março de 1855: "Sua Alteza Real, a Infanta Maria Teresa da Espanha, Condessa de Molina"
- 30 de março de 1855 — 17 de janeiro de 1874: "Sua Alteza Real, a Infanta Maria Teresa da Espanha, Condessa Viúva de Molina"

### Honras
- Ordem da Rainha Maria Luísa, 10 de novembro de 1801
- Ordem da Rainha Santa Isabel, 25 de abril de 1804
- Ordem de Nossa Senhora da Conceição de Vila Viçosa, 6 de fevereiro de 1818